# Iglesia de la Santa Cruz (San Cristóbal)
La iglesia de la Santa Cruz o iglesia Santa Cruz es un templo religioso de culto católico bajo la advocación de Santa Cruz, perteneciente a la Congregación de la Pasión (Comunidad pasionista), ubicada en el barrio de San Cristóbal, en la Ciudad Autónoma de Buenos Aires, en Argentina. La iglesia es especialmente conocida por su actividad en defensa de los derechos humanos durante el terrorismo de Estado en Argentina y por ser el lugar en el que se encuentran enterradas las fundadoras de las Madres de Plaza de Mayo, la monja francesa Léonie Duquet y otras activistas de derechos humanos, detenidas-desaparecidas, torturadas y asesinadas, que tenían su base de acción en la Iglesia.

## Historia

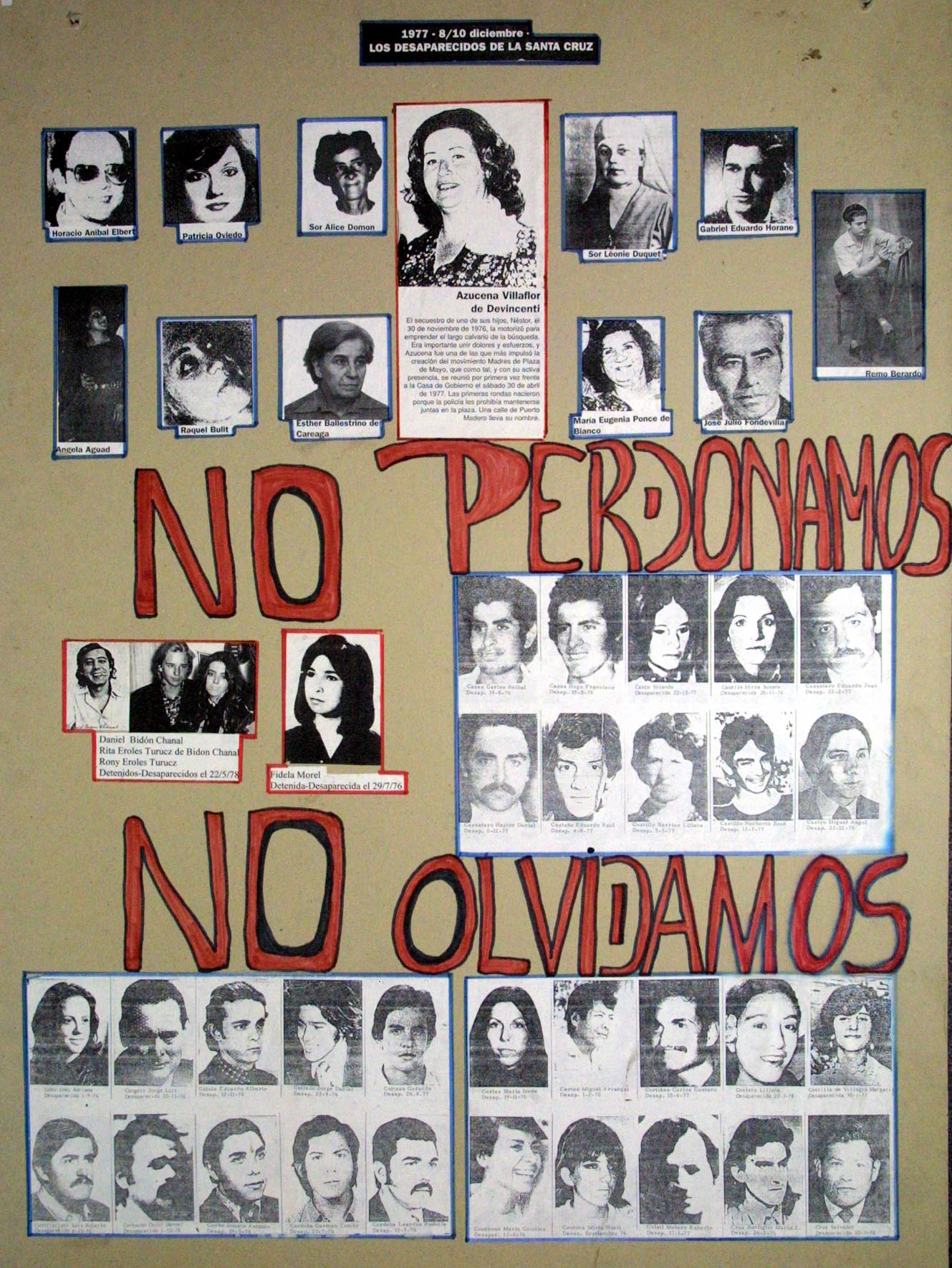
Pancarta-Los desaparecidos de la Santa Cruz.

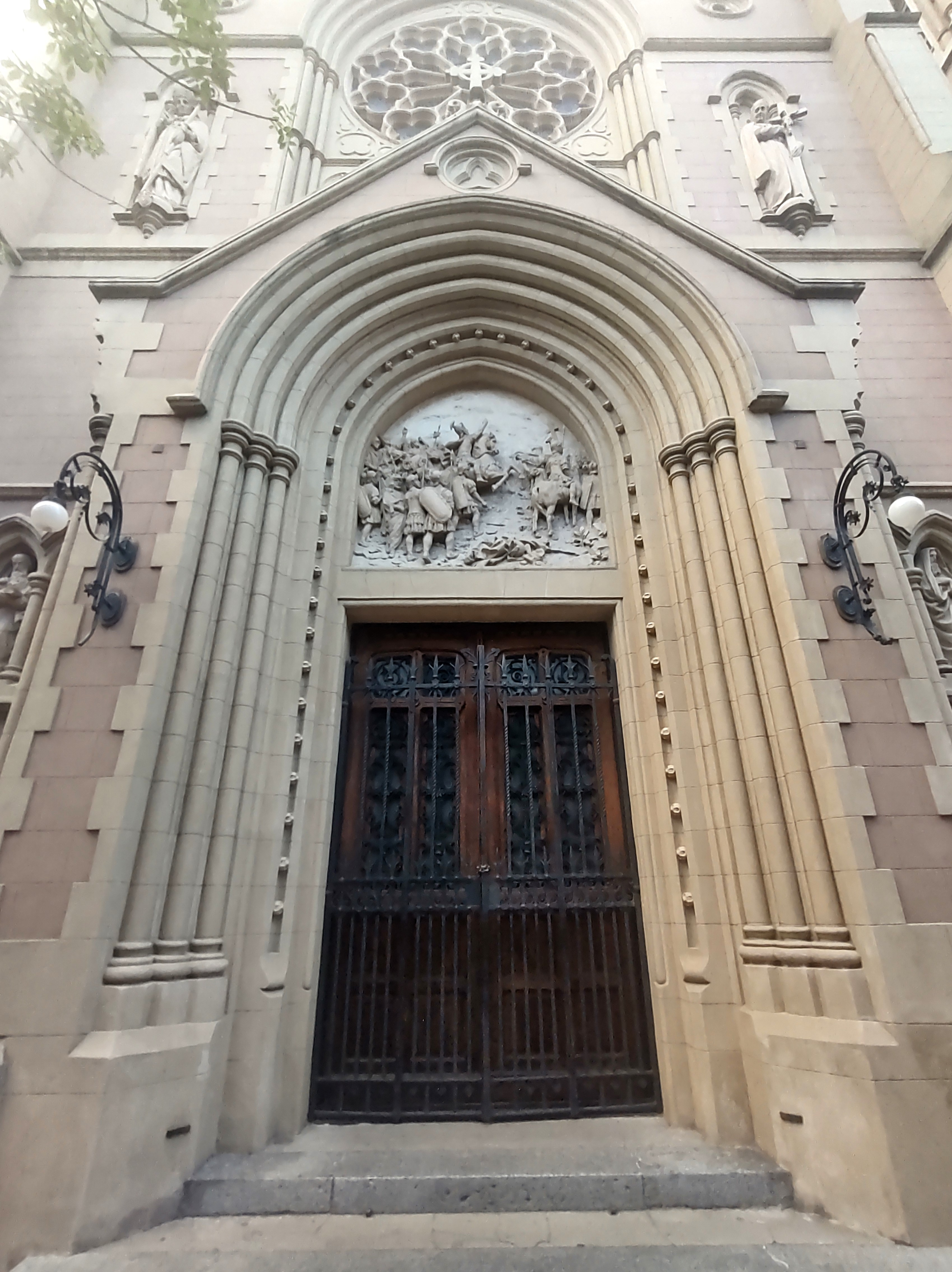
Entrada.

Esta iglesia participó activamente en el movimiento para denunciar los crímenes de la última dictadura, brindando apoyo a familiares de detenidos-desaparecidos y organismos de derechos humanos. 
Durante el año 1977, se realizaron reuniones de familiares en las que se infiltró Alfredo Astiz, integrante del grupo de tareas 3.3.2, que operaba en la Escuela de Mecánica de la Armada (ESMA). A esas reuniones acudió bajo el nombre de Gustavo Niño, acompañado por dos cautivos de la ESMA. Astiz, afirmaba tener un hermano desaparecido y se presentaba en la Plaza en compañía de una joven, Silvia Labayru, cautiva en la ESMA durante un año, luego declara en el Juicio a la Juntas y sería denunciante en una causa de lesa humanidad por los delitos sexuales que se cometieron en ese centro clandestino de detención ilegal. 
Entre el 8 y el 10 de diciembre de 1977, grupos de tareas de la Marina desataron una serie de secuestros contra los miembros de este grupo.
El grupo de la iglesia de la Santa Cruz estaba integrado por religiosos, inmigrantes irlandeses e ingleses católicos, quienes se reunían de forma habitual, el objetivo del grupo era recaudar fondos para financiar la publicación de una solicitada en la que demandaban a las autoridades respuestas por el destino de los desaparecidos. Ante esta situación, el infiltrado Astiz informó sobre la solicitada de madres y abuelas de Plaza de Mayo.
El día 8 de diciembre se realizó la misa por la Virgen Inmaculada y la última colecta del dinero para efectuar la solicitada en el diario La Nación. Finalizada la reunión, las primeras detenidas por los integrantes del Grupo de Tareas 3.3.25 fueron Esther de Careaga, Maria Ponce de Bianco, Alice Domon, Raquel Bulit, Patricia Oviedo, Angela Auad, Gabriel Horacio Horane. Al día siguiente, Remo Berardo fue detenido en su casa, mientras que Horacio Elbert y José Julio Fondevilla fueron detenidos en la intersección de la avenida Belgrano con Paseo Colon. El día 10 de diciembre Léonie Duquet fue detenida, la operación se completó con el secuestro de Azucena Villaflor en el partido de Avellaneda.
Fue aquí donde el 8 de diciembre de 1977 fueron secuestradas y desaparecidas por la última dictadura las madres de Plaza de Mayo María Ponce de Bianco y Esther Ballestrino de Careaga, la activista de derechos humanos Angela Auad y las monjas francesas Léonie Duquet y Alice Domon. Luego de años de reclamo y búsqueda, en julio de 2005 se llevaron a cabo las excavaciones donde el Equipo Argentino de Antropología Forense logró reconocer en el Cementerio de General Lavalle los restos de Ponce, Ballestrino, Auad y Duquet, que actualmente se encuentran enterrados en la iglesia. Los restos de Alicia Domon aún no han sido hallados. En 2005, durante el mes de julio, se llevaron a cabo las excavaciones donde el Equipo Argentino de Antropología Forense logró reconocer restos encontrados en el Cementerio de General Lavalle. Los restos de las cuatro primeras fueron hallados y se encuentran enterrados en la iglesia. Los restos de Alicia Domon aún no han sido hallados.

## Instituto Santa Cruz
Ésta también cuenta con un instituto educativo de jardín de infantes, primaria y secundaria ubicado en la manzana delimitada por las calles General Urquiza, Estados Unidos, 24 de noviembre y Carlos Calvo. También brinda cursos de inglés tanto para alumnos del Instituto como de otras instituciones.
Fiel a la filosofía de los padres irlandeses que fundaron la institución, la educación tiene raíces profundas en el catolicismo y basa la cultura interna de la institución sobre la base de la Doctrina Social de la Iglesia. Su escudo evoca la filosofía de vida de los padres fundadores: en latín la frase "Jesu XPI Passio" evoca la pasión por Jesucristo. Por ello se los conoce como padres "pasionistas". Su primera promoción es la del año 1974 División "F".